# Муньос, Карлос (автогонщик)
Карлос Андрес Муньос (исп. Carlos Andrés Muñoz; родился 2 января 1992 года в Боготе, Колумбия) — колумбийский автогонщик.

## Спортивная карьера
Карлос начал заниматься автоспортом в начале 2000-х годов, стартуя в различных картинговых соревнованиях сначала в Колумбии, а затем всё чаще стартуя в различных чемпионатах в Европе. Добившись некоторых локальных успехов Муньос в 2007 году пробует свои силы в форульном автоспорте, договорившись с одной из команд чемпионата Formula TR Pro Series FR 1600. Опыт оказался удачным — проведя лишь четыре старта Карлос смог единожды финишировать на подиуме и занять восьмое место в личном зачёте первенства.
Не слишком высоко ценя уровень низших североамериканских серий подобного рода, менеджмент на следующий год устраивает Муньоса в итальянское первенство Формулы-Рено 2.0: сначала в зимний чемпионат, а затем и в основную серию, с периодическими стартами в еврокубке. Колумбиец постепенно привыкал к новым для себя трассам, учился работать с инженерами и повышал свои результаты в гонках. В 2009 году гонки в Италии заменили на участие сразу в двух первенствах: западноевропейском кубке Формулы-Рено 2.0 и открытом чемпионате Европейской Формулы-3. В том сезоне Карлос всё чаще боролся за подиумные позиции, например дважды финишировав вторым на этапе западноевропейского кубка на узких улочках французского По, а затем повторив этот результат в своей дебютной гонке в Формуле-3 — в Спа-Франкоршам. Следующие два года Муньос проводит в различных соревнованиях на технике Формулы-3, но стать одним из лидеров пелотона так и не смог, а финансирования для участия в более престижных европейских сериях найти не удалось.
Упершись в пик своих возможностей в Старом Свете, менеджмент перевёл Карлоса обратно в Северную Америку: в чемпионат IRL Indy Lights, в напарнике к соотечественнику Себастьяну Сааведре, имевшему немалый позитивный опыт участия в подобных гонках. В 2012 году Муньос слишком долго привыкал к технике и новой обстановке, уже на старте сезона подарив соперникам неоправданно большой отрыв, не позволивший ему побороться за что-то большее чем пятое место в абсолюте и второе среди дебютантов серии. Однако на главной гонке сезоне: Freedom 100 в Индианаполисе — Карлос проявил себя с лучшей стороны, финишировав вторым и заинтересовав своим гонщицким талантом совладельцев команды — семейство Андретти. Американо-итальянцы, в итоге, дали колумбийцу проехать второй сезон в IRL Indy Lights, а также помогли найти финансирование на участие в Indy 500 2013 года, где Andretti Autosport имела одну из быстрейших машин, позволявшую её пилотам бороться за победу на протяжении всей гонки. Свой шанс имел и Муньос, но на последнем рестарте он проиграл тройную борьбу за лидерство Тони Канаану и финишировал вторым, попутно завоевав титул лучшего новичка соревнования.

## Статистика результатов в моторных видах спорта

### Сводная таблица
| 2007 | Formula TR Pro Series FR 1600              | JP Motorsports      | 4  | 0 | н/д | 0 | 72  | 8-й  |
| 2008 | Итальянская Формула-Рено 2.0. Зимняя серия | Jenzer Motorsport   | 2  | 0 | 0   | 0 | 22  | 9-й  |
| 2008 | Итальянская Формула-Рено 2.0               | Prema Powerteam     | 12 | 0 | 0   | 0 | 66  | 6-й  |
| 2008 | Еврокубок Формулы-Рено 2.0                 | Prema Powerteam     | 14 | 0 | 0   | 0 | 0   | НК   |
| 2009 | Западноевропейский кубок Формулы-Рено 2.0  | Epsilon Euskadi     | 14 | 0 | 0   | 0 | 58  | 7-й  |
| 2009 | Еврокубок Формулы-Рено 2.0                 | Epsilon Euskadi     | 14 | 0 | 0   | 0 | 36  | 8-й  |
| 2009 | Открытый чемпионат Европейской Формулы-3   | Porteiro Motorsport | 6  | 0 | 0   | 0 | 33  | 12-й |
| 2010 | Британская Формула-3                       | Mücke Motorsport    | 6  | 0 | 0   | 0 | 0   | НК   |
| 2010 | Евросерия Формулы-3                        | Mücke Motorsport    | 18 | 0 | 0   | 0 | 18  | 9-й  |
| 2010 | F3 Masters                                 | Mücke Motorsport    | 1  | 0 | 0   | 0 | 0   | 15-й |
| 2010 | Открытый чемпионат Европейской Формулы-3   | Porteiro Motorsport | 2  | 0 | 0   | 0 | 8   | 18-й |
| 2010 | Гран-при Макао Ф3                          | Hitech Racing       | 2  | 0 | 0   | 0 | 0   | НК   |
| 2011 | Евросерия Формулы-3                        | Signature           | 27 | 0 | 1   | 0 | 105 | 8-й  |
| 2011 | Международный трофей Формулы-3             | Signature           | 8  | 0 | 0   | 0 | 26  | 6-й  |
| 2012 | IRL Indy Lights                            | Andretti Autosport  | 12 | 1 | 0   | 2 | 377 | 5-й  |
| 2013 | IRL Indy Lights                            | Andretti Autosport  | 12 | 5 | 5   | 4 | 441 | 3    |
| 2013 | IRL IndyCar                                | Andretti Autosport  | 3  | 0 | 0   | 0 | 74  | 28-й |
| 2014 | IRL IndyCar                                | Andretti Autosport  | 18 | 0 | 0   | 0 | 483 | 8-й  |
| 2015 | IRL IndyCar                                | Andretti Autosport  | 16 | 0 | 0   | 1 | 349 | 13-й |

### Гонки формульного типа

#### Indy Lights
| 2012 | Andretti | STP 14 | ALA 14 | LBH 5 | IND 2 | DET 2 | MIL 5 | IOW 7 | TOR 10 | EDM 1 | TRO 3 | BAL 11 | FON 1 | 377 | 5-й |
| 2013 | Andretti | STP 7  | ALA 1  | LBH 1 | IND 4 | MIL 2 | IOW 8 | POC 1 | TOR 4  | MDO 4 | BAL 9 | HOU 12 | FON 1 | 441 | 3-й |

Жирным выделен старт с поул-позиции. Курсивом — быстрейший круг в гонке.